# رونالد شانون جاكسون
رونالد شانون جاكسون (بالإنجليزية: Ronald Shannon Jackson)‏ هو عازف جاز أمريكي، ولد في 12 يناير 1940 في فورت وورث في الولايات المتحدة، وتوفي بنفس المكان في 19 أكتوبر 2013 بسبب ابيضاض الدم.

## وصلات خارجية
- الموقع الرسمي
- رونالد شانون جاكسون على موقع ميوزك برينز (الإنجليزية)
- رونالد شانون جاكسون على موقع أول ميوزيك (الإنجليزية)
- رونالد شانون جاكسون على موقع ديسكوغز (الإنجليزية)